# Mapa hipsometryczna

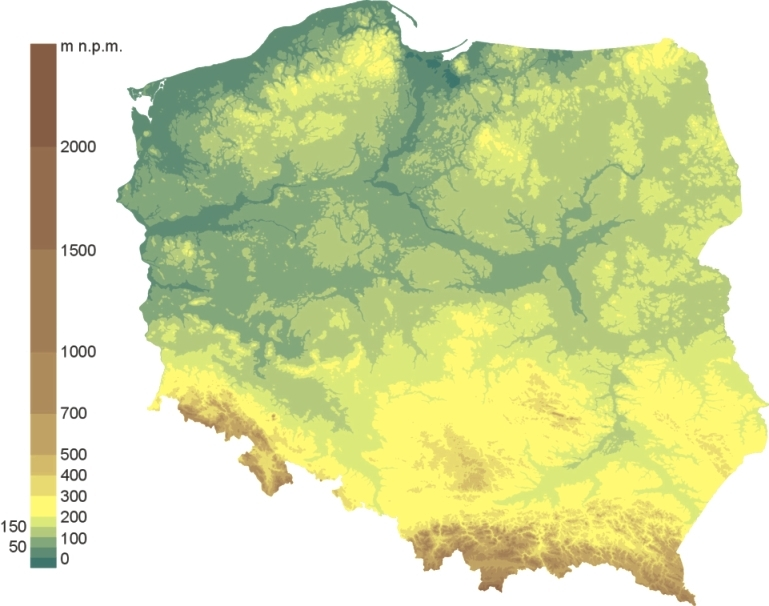
Mapa hipsometryczna Polski

Mapa hipsometryczna, mapa warstwobarwna – mapa ogólnogeograficzna, na której przy pomocy poziomic i barw między nimi zawartych jest odwzorowane ukształtowanie powierzchni lądu. Mapa hipsometryczna przedstawia wybrane wysokości oraz plastycznie obrazuje układ nizin, wyżyn i gór. Na szczegółowych mapach hipsometrycznych (małych terenów) można odczytać wypukłe formy terenu (pagórki, wzgórza i góry), oraz formy wklęsłe (doliny i nawet małe kotliny).

## Historia
Pierwszą mapę tego rodzaju, obejmującą południowe części Norwegii i Szwecji, opracował w 1835 szwedzki wojskowy Carl af Forsell, stosując na najniższych terenach, do 300 stóp – barwy zielone, od 300 do 800 stóp – czerwone, od 800 do 2000 stóp – żółte, a wyżej – białe. Na upowszechnienie się map hipsometrycznych mieli wpływ niemiecki kartograf Emil von Sydow, który barwą zieloną oznaczał wszystkie niziny i równiny, a białą lub brązową, z kreskowaniem – wyżyny i góry, a także austriacki geograf Karl Peucker, który prowadził badania nad stereoskopowym oddziaływaniem barw na oko ludzkie.
Peucker twierdził, że przy równej intensywności oświetlenia przedmioty umieszczone w jednakowej odległości od oka i na jednolitym tle nie będą wydawały się jednakowo odległe, ale czerwone będą wydawały się najbliższe, żółte – bardziej oddalone, a niebieskie – jeszcze bardziej. Również zmiany nasycenia w obrębie jednej barwy będą wpływały na postrzeganie odległości – dla barw czerwonej i żółtej (określonych jako plastycznie dodatnie) odległość będzie wydawała się wzrastać wraz ze zmniejszaniem jej nasycenia. W przypadku tonów zielonych i niebieskich (plastycznie ujemnych) efekt jest odwrotny – wraz ze wzrostem natężenia barwy przedmioty wydają się bardziej odległe.

## Skala hipsometryczna
Skala barw hipsometrycznych wykorzystuje właściwość wzroku ludzkiego, który obiekty o barwie czerwonej kojarzy jako bliższe, a o zimnych barwach jako dalsze. Zależnie od tradycji kraju i ukształtowania terenu oraz zwyczajów wydawcy map, stosuje się barwy bardziej intensywne lub stonowane. 
Główne barwy na skali barw hipsometrycznych:
- ciemnozielone – wysokość poniżej poziomu morza – depresje;
- zielone – wysokość od 0 do 200–300 m n.p.m. – niziny;
- żółte – od 200–300 do 500–1000 m n.p.m. – wyżyny i najniższe góry.

Dla obszarów wyżej położonych stosuje się różną kolorystykę, np. barwy:
- czarny;
- beże przechodzące w brązy dla najwyższych obszarów;
- odcienie fioletu.

Granice powyższe są raczej umowne i w zależności od przedstawianego na mapie obszaru, a nawet tradycji występującej w danym kraju, mogą się one znacznie różnić.
Metoda hipsometryczna została na szerszą skalę wykorzystana i rozpropagowana przez Eugeniusza Romera, który w 1908 roku wydał pierwszy na świecie atlas (Atlas geograficzny, wydawany później pod tytułem Mały atlas geograficzny), zawierający mapy hipsometryczne jako podstawowe.

## Hipsometria i cieniowanie
Niekiedy hipsometrię łączy się z cieniowaniem, zwolennikiem takiego rozwiązania jako bardziej oddającego plastyczność rzeźby był sam Peucker. Jednak część kartografów uważała to za niewłaściwe, uznając że cieniowanie zbyt mocno skupia uwagę użytkownika na szczegółach rzeźby. Eugeniusz Romer twierdził, że czysta hipsometria jest najodpowiedniejszą metodą graficzną do celów nauki geografii. 